# Šoko Mikamiová
Šoko Mikamiová (japonsky 三上 尚子, * 8. ledna 1981 Ičihara) je bývalá japonská fotbalistka.

## Reprezentační kariéra
Za japonskou reprezentaci v roce 1999 odehrála 3 reprezentační utkání. Byla členkou japonské reprezentace i na Mistrovství Asie ve fotbale žen 1999.

## Statistiky
| Japonsko | Japonsko | Japonsko |
| Roky     | Záp.     | Góly     |
| -------- | -------- | -------- |
| 1999     | 3        | 2        |
| Celkem   | 3        | 2        |